# Western Sydney Wanderers FC
Western Sydney Wanderers Football Club, også kendt som Western Sydney eller Wanderers, er en professionel fodboldklub fra Sydney, New South Wales. Klubben spiller i den bedste australske fodbold liga, A-League, under licens fra det Australian Professional Leagues (APL). Klubben har på kort tid etableret sig som en af de bedste både i Australien og Asien og har vundet såvel A-League og AFC Champions League én gang.
Klubben blev dannet i april 2012 af FFA, som så potentialet for en klub i det vestlige Sydney. Der blev lagt fokus på, at klubben skulle have en stærk lokal forankring. Lokale grupper i det vestlige Sydney hjalp med at vælge klubbens navn og farver samt dens kultur og spillestil. Klubbens første sæsoner oversteg alle forventninger og den vandt A-League premiership og nåede Grand Final i 2013. I den anden sæson blev de nummer 2 i Premiership og nåede igen Grand Final. I 2014 vandt de også AFC Champions League som det første og hidtil eneste australske hold.
Klubben har administration og træningsfaciliteter i forstaden Blacktown og spiller sine hjemmekampe på Western Sydney Stadium. Oprindeligt spillede den på Parramatta Stadium, men det blev lukket og revet ned i 2017 i forbindelse med bygning af et nyt stadion. Ud over herreholdet i A-League er der ungdomshold, som spiller i National Youth League og National Premier Leagues NSW samt et kvindehold i W-League. Ungdomsholdene og kvinderne spiller forskellige steder i Western Sydney, bl.a. Marconi Stadium, Campbelltown Stadium og Cook Park. Klubben har også et kørestolshold, som spiller i NSW Western Division Powerchair Football League.

## Spillere
Mandskaber i A-League må have 23 spillere, hvoraf 5 spillere må være uden australsk statsborgerskab og 3 spillere skal være under 23 år.

### Notable spillere
| Periode             | Navn                  | Kommentarer                                       |
| ------------------- | --------------------- | ------------------------------------------------- |
| 2012–2014           | Michael Beauchamp     | Klubbens første anfører med en fortid i bl.a. Aab |
| 2012–2016 2017-2019 | Mark Bridge           | Spilleren med flest kampe (141)                   |
| 2012–2016           | Nikolai Topor-Stanley |                                                   |
| 2012–2015           | Ante Covic            | Målmand med 2 landskampe                          |
| 2012–2014           | Aaron Mooy            |                                                   |
| 2013–2018           | Brendon Santalab      | Klubbens topscorer (41 mål)                       |
| 2013–2015           | Matthew Spiranovic    | Forsvarsspiller med 36 landskampe                 |
| 2014–2016           | Romeo Castelen        | Angrebsspiller med 10 landskampe                  |
| 2017–2019           | Oriol Riera           |                                                   |
| 2019–2020           | Jack Rodwell          | Midtbanespiller                                   |
| 2022–               | Marcelo               |                                                   |
| 2023                | Morgan Schneiderlin   | Midtbanespiller med 15 landskampe                 |

### Cheftrænere
| Periode | Navn                 | K   | V  | U  | T  | %      | PPK  | Titler |
| ------- | -------------------- | --- | -- | -- | -- | ------ | ---- | --- |
| 2012–17 | Tony Popovic         | 180 | 76 | 44 | 60 | 42.2%  | 1.49 | A-League Premiers: 2012–13 A-League Coach of the Year: 2012–13 AFC Champions League: 2014 Asian Coach of the Year: 2014 |
| 2017    | Hayden Foxe          | 6   | 1  | 4  | 1  | 16.7%  | 1.40 | |
| 2017–18 | Josep Gombau         | 22  | 7  | 5  | 10 | 31.8%  | 1.18 | |
| 2018–20 | Markus Babbel        | 48  | 15 | 8  | 25 | 31.3%  | 1.10 | |
| 2020    | Jean-Paul de Marigny | 12  | 5  | 4  | 3  | 41.7%  | 1.83 | |
| 2020–22 | Carl Robinson        | 35  | 11 | 11 | 13 | 31.4%  | 1.26 | |
| 2022–   | Mark Rudan           | 47  | 16 | 14 | 17 | 34.04% | 1.31 | |

## Klubresultater

### A-League Grand Finals
| Sæson | Modstander             | Resultat | Målscorer(e)   | Stadion                   | Tilskuere |
| ----- | ---------------------- | -------- | -------------- | ------------------------- | --------- |
| 2013  | Central Coast Mariners | 0–2      | —              | Allianz Stadium, Sydney   | 42.102    |
| 2014  | Brisbane Roar          | 1–2*     | Špiranović 56' | Suncorp Stadium, Brisbane | 51.153    |
| 2016  | Adelaide United        | 1–3      | Neville 58'    | Adelaide Oval, Adelaide   | 50.119    |

* - Kampen blev afgjort efter forlænget spilletid

### Titler

#### Australien
- A-League Men Championship
  - Runners-up (3): 2013, 2014, 2016

- A-League Men Premiership
  - Vindere (1): 2012–13
  - Runners-up (2): 2013–14, 2015–16

#### Internationalt
- AFC Champions League
  - Champions (1): 2014

- FIFA Club World Cup
  - Sjetteplads (1): 2014

### Priser
- AFC Club of the Year: 2014[5]